# Les Passagers de la nuit (film, 1947)
Ne doit pas être confondu avec Les Passagers de la nuit (film, 2022).
Pour plus de détails, voir Fiche technique et Distribution.
Les Passagers de la nuit (titre original : Dark Passage) est un film américain de Delmer Daves, sorti en 1947. 
Il s'agit d’un des premiers films de l'histoire du cinéma à adopter la caméra subjective comme outil de narration. Alors que le personnage principal est présent dès le début du film, son visage n'est révélé qu'aux deux tiers du film.

## Synopsis
Vincent Parry, condamné à perpétuité pour le meurtre de sa femme, s'évade de prison. Sur son chemin, il croise Irene Jansen, qui l'aide à passer un barrage de police. La jeune artiste peintre qui a suivi le procès est convaincue que Vincent est innocent. Recherché, Vincent décide dans un premier temps de fuir la ville avant d'avoir recours à la chirurgie esthétique. Muni d'un nouveau visage, il entreprend de retrouver le coupable, mais les événements vont encore lui échapper.

## Fiche technique
- Titre : Les Passagers de la nuit
- Titre original : Dark Passage
- Réalisation : Delmer Daves
- Scénario : Delmer Daves, d'après un roman de David Goodis.
- Production : Jack Warner et Jerry Wald pour la Warner Bros. Pictures
- Musique : Franz Waxman et Max Steiner
- Décors : Charles H. Clarke
- Costumes : Bernard Newman
- Photographie : Sid Hickox
- Montage : David Weisbart
- Pays d’origine :  États-Unis
- Langue originale : anglais
- Format : noir et blanc – 35 mm – 1,37:1 – mono (RCA Sound System)
- Genre : film noir
- Durée : 106 minutes
- Dates de sortie : 
  - États-Unis : 27 septembre 1947
  - France : 7 juillet 1948

## Distribution

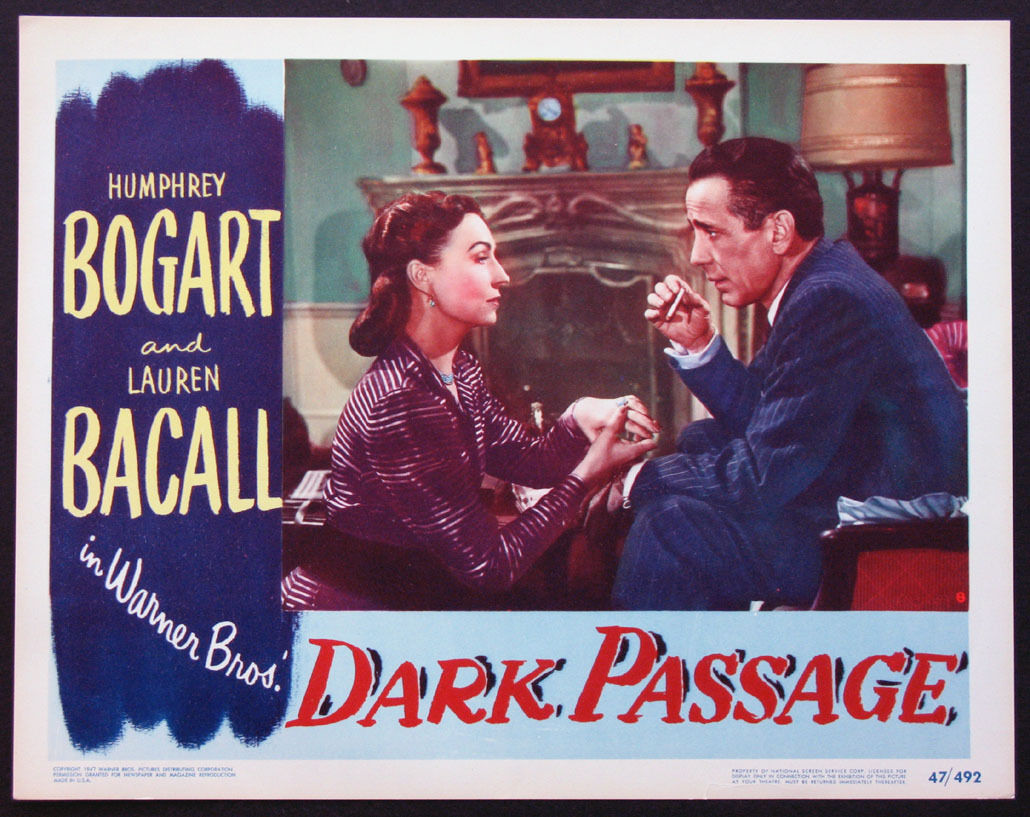
Carte promotionnelle du film.

- Humphrey Bogart (VF : Claude Péran) : Vincent Parry
- Lauren Bacall (VF : Françoise Gaudray) : Irene Jansen
- Bruce Bennett (VF : Robert Dalban) : Bob
- Agnes Moorehead (VF : Lita Recio)  : Madge Rapf
- Tom D'Andrea (VF : Fernand Rauzena) : Sam, le chauffeur de taxi
- Clifton Young (VF : Robert Dalban) : Baker
- Douglas Kennedy (VF : Maurice Dorléac) : Détective Kennedy
- Rory Mallinson (VF : Raymond Loyer) : George Fellsinger
- Houseley Stevenson (VF : Pierre Leproux) : Dr Walter Coley

Et, parmi les acteurs non crédités :
- John Arledge : l'homme solitaire
- Vince Edwards : Le policier au péage
- Ian MacDonald : Le policier au dépôt de bus